# District de Thames-Coromandel
Pour les articles homonymes, voir Thames et Coromandel.

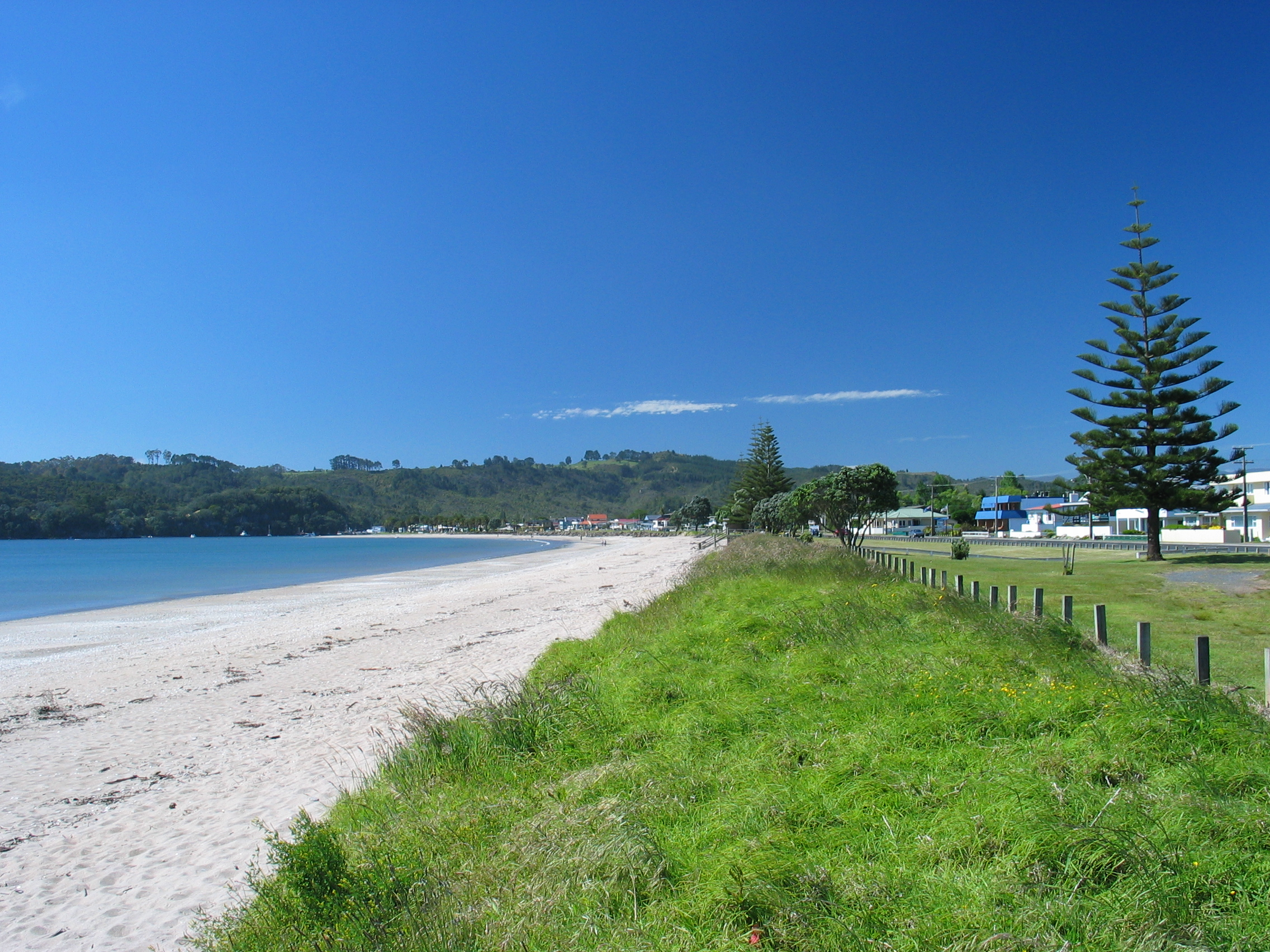
Buffalo Beach, Whitianga

Le district de Thames-Coromandel est situé dans la péninsule Coromandel et autour du Firth of Thames, au sud-est d'Auckland, dans l'île du Nord de la Nouvelle-Zélande. Il s'étend sur 2 297 km2.
Selon le recensement de 2006 le district abrite 25 938 habitants, dont 3 768 à Whitianga, 1 476 à Coromandel, et 3 555 à Whangamata.
Son conseil du district est sis à Thames, et fut créé en 1989 lors de la fusion des conseils des comtés de Thames et de Coromandel.